# シンクロニシティ (乃木坂46の曲)
『シンクロニシティ』（Synchronicity）は、日本の女性アイドルグループ乃木坂46の楽曲。2018年4月25日に乃木坂46の20作目のシングルとしてN46Div.から発売された。秋元康が作詞、シライシ紗トリが作曲した。楽曲のセンターポジションは白石麻衣が務めた。第60回日本レコード大賞大賞受賞曲。第70回NHK紅白歌合戦歌唱曲。

## 背景とリリース
DVD付属のType-A・B・C・D、CDのみの通常盤の5形態で発売。

## プロモーション
公式Twitterアカウントにおいて、2018年4月8日から発売日の4月25日まで本作発売記念企画「シンクロ坂」を実施。日替わりで一人のメンバーが「今日のシンクロメンバー」として最初にお題のポーズを発表し、その後、それぞれの仕事現場で他のメンバーも同じポーズを「シンクロ」している写真が随時投稿されていく企画で、メンバーがそれぞれの現場で共演したタレントや著名人とともにポーズをとる写真も投稿されるなど注目を集めた。第70回記念NHK紅白歌合戦では、欅坂46・日向坂46・内村光良とコラボした。

## アートワーク
| Type-A 表 | 生田絵梨花・白石麻衣・西野七瀬                                           |
| Type-B 表 | 山下美月・堀未央奈・齋藤飛鳥・与田祐希                                   |
| Type-C 表 | 久保史緒里・生駒里奈・大園桃子                                           |
| Type-D 表 | 桜井玲香・松村沙友理・衛藤美彩・秋元真夏                                 |
| 通常盤 表 | 井上小百合・新内眞衣・高山一実・星野みなみ・若月佑美・樋口日奈・寺田蘭世 |

本作のジャケット写真はカメラマンの西川元基が手掛け、2018年3月中旬に都内で撮影された。コンセプトは日常のふとした中で「ポーズやファッション、服装が被る瞬間、無意識にシンクロしてしまう瞬間」で、メンバーのポージングがシンクロするまで何度も試行錯誤しながらの撮影となった。

## チャート成績
店着日から3日目にあたる4月26日付のオリコンデイリーシングルランキングで累積売上を約101万1000枚とし、4作連続4作目のミリオンを達成。5月7日付オリコン週間シングルランキングでは、自身初の初週100万枚超えとなる111万6852枚（推定）を記録し、初登場1位を獲得した。発売初週でのミリオン達成は歴代5組目で、2000年代以降では2組目となる。シングル1位獲得作品数は19作連続通算19作目となり、通算1位獲得作品数、シングル連続1位獲得作品数でいずれも女性グループ部門の歴代単独2位となった。

## ミュージック・ビデオ
シンクロニシティ
監督：池田一真、劇中衣装：尾内貴美香、振付：Seishiro
3月中旬に、建築家三澤文子がデザインした木造作品で撮影された。偶然の一致を意味する『シンクロニシティ』をダンスやフォーメーション、表情などで表現し、笑顔や無言、急に歩き出すといった、様々なメンバーがふとした瞬間に全ての偶然が一致する様子を描いている。本作は「制服のマネキン」と同様にひとつの空間を使ってダンスを見せることに重きを置いている。後ろから射す光と足元の影をしっかりと映すことで、ロングショットの際に人物とその影の関係性がはっきり表れるようになっている。この影は、歌詞にある「共鳴する誰か」を象徴しているとされ、衣装である白のワンピースもシルエット（影）を作る上で重要な役目を果たしている。
Against
監督：丸山健志、振付：福澤侑
卒業を控え最後のセンターを務める生駒里奈より「一期生の新しい一面が見せられるミュージック・ビデオにしたい」という意向の元で制作された。一期生メンバー全員によるミュージック・ビデオは「シャキイズム」以来、約5年ぶり。撮影は全カットを繋げる必要があったため、全く同じ動きをプログラムできる「モーションコントロールカメラ」を使用して撮影され、躍動感溢れる映像に仕上がっている。
新しい世界
監督：横堀光範、振付：CRE8BOY
2月下旬に山梨県の工藤耀日美術館と長野県の国立野辺山天文台で撮影された。新しい世界に向けて憧れを抱く女の子たちが、自分たちのメッセージを届けようと発信する様子がテーマとされている。
スカウトマン
監督：中村太洸、振付：Acchan（松岡篤志）
堀未央奈が『時間よ止まれ』と思った瞬間に実際に時間が止まってしまった様子が描かれている。
トキトキメキメキ
監督：伊藤衆人
3月中旬に千葉県九十九里で撮影された。冒険班とパーティー班に分かれ『夏までの100日』を楽しむことがテーマとされていたが、撮影当日は大雨のため屋外で想定していた撮影が中止された。設定を室内に変更され、メンバーは夏服らしい爽やかな衣装を着用するも、大雨で急激に気温も下がり、現場ではストーブが焚かれながら撮影を行った。

## メディアでの使用
シンクロニシティ
はるやま商事 「春イチバンになれ。」篇 CMソング。
雲になればいい
『めざましどようび』（フジテレビ系）テーマソング。

## シングル収録トラック

### Type-A
| #         | タイトル                            | 作詞      | 作曲           | 編曲           | 時間  |
| --------- | ----------------------------------- | --------- | -------------- | -------------- | ----- |
| 1.        | 「シンクロニシティ」                | 秋元康    | シライシ紗トリ | シライシ紗トリ | 4:14  |
| 2.        | 「Against」                         | 秋元康    | 古川貴浩       | 古川貴浩       | 4:27  |
| 3.        | 「雲になればいい」                  | 秋元康    | 丸谷マナブ     | 丸谷マナブ     | 3:32  |
| 4.        | 「シンクロニシティ off vocal ver.」 |           | シライシ紗トリ | シライシ紗トリ | 4:14  |
| 5.        | 「Against off vocal ver.」          |           | 古川貴浩       | 古川貴浩       | 4:27  |
| 6.        | 「雲になればいい off vocal ver.」   |           | 丸谷マナブ     | 丸谷マナブ     | 3:31  |
| 合計時間: | 合計時間:                           | 合計時間: | 合計時間:      | 合計時間:      | 24:25 |

| #         | タイトル                                    | 作詞      | 作曲・編曲 | 監督     | 時間  |
| --------- | ------------------------------------------- | --------- | ---------- | -------- | ----- |
| 1.        | 「シンクロニシティ Music Video」            |           |            | 池田一真 | 4:25  |
| 2.        | 「Against Music Video」                     |           |            | 丸山健志 | 4:47  |
| 3.        | 「旅する3人〜最高のお土産を探して〜金沢編」 |           |            |          | 23:40 |
| 4.        | 「旅する3人〜最高のお土産を探して〜松阪編」 |           |            |          | 21:07 |
| 合計時間: | 合計時間:                                   | 合計時間: | 53:59      |          |       |

### Type-B
| #         | タイトル                            | 作詞      | 作曲           | 編曲           | 時間  |
| --------- | ----------------------------------- | --------- | -------------- | -------------- | ----- |
| 1.        | 「シンクロニシティ」                | 秋元康    | シライシ紗トリ | シライシ紗トリ | 4:14  |
| 2.        | 「Against」                         | 秋元康    | 古川貴浩       | 古川貴浩       | 4:27  |
| 3.        | 「新しい世界」                      | 秋元康    | 古川貴浩       | 古川貴浩       | 4:35  |
| 4.        | 「シンクロニシティ off vocal ver.」 |           | シライシ紗トリ | シライシ紗トリ | 4:14  |
| 5.        | 「Against off vocal ver.」          |           | 古川貴浩       | 古川貴浩       | 4:27  |
| 6.        | 「新しい世界 off vocal ver.」       |           | 古川貴浩       | 古川貴浩       | 4:34  |
| 合計時間: | 合計時間:                           | 合計時間: | 合計時間:      | 合計時間:      | 26:31 |

| #         | タイトル                                    | 作詞      | 作曲・編曲 | 監督     | 時間  |
| --------- | ------------------------------------------- | --------- | ---------- | -------- | ----- |
| 1.        | 「シンクロニシティ Music Video」            |           |            | 池田一真 | 4:25  |
| 2.        | 「新しい世界 Music Video」                  |           |            | 横堀光範 | 5:01  |
| 3.        | 「旅する3人〜最高のお土産を探して〜高知編」 |           |            |          | 25:25 |
| 4.        | 「旅する3人〜最高のお土産を探して〜京都編」 |           |            |          | 26:19 |
| 合計時間: | 合計時間:                                   | 合計時間: | 61:10      |          |       |

### Type-C
| #         | タイトル                            | 作詞      | 作曲           | 編曲           | 時間  |
| --------- | ----------------------------------- | --------- | -------------- | -------------- | ----- |
| 1.        | 「シンクロニシティ」                | 秋元康    | シライシ紗トリ | シライシ紗トリ | 4:14  |
| 2.        | 「Against」                         | 秋元康    | 古川貴浩       | 古川貴浩       | 4:27  |
| 3.        | 「スカウトマン」                    | 秋元康    | SaSA           | SaSA           | 3:49  |
| 4.        | 「シンクロニシティ off vocal ver.」 |           | シライシ紗トリ | シライシ紗トリ | 4:14  |
| 5.        | 「Against off vocal ver.」          |           | 古川貴浩       | 古川貴浩       | 4:27  |
| 6.        | 「スカウトマン off vocal ver.」     |           | SaSA           | SaSA           | 3:48  |
| 合計時間: | 合計時間:                           | 合計時間: | 合計時間:      | 合計時間:      | 24:59 |

| #         | タイトル                                    | 作詞      | 作曲・編曲 | 監督     | 時間  |
| --------- | ------------------------------------------- | --------- | ---------- | -------- | ----- |
| 1.        | 「シンクロニシティ Music Video」            |           |            | 池田一真 | 4:25  |
| 2.        | 「スカウトマン Music Video」                |           |            | 中村太洸 | 4:15  |
| 3.        | 「旅する3人〜最高のお土産を探して〜青森編」 |           |            |          | 26:02 |
| 4.        | 「旅する3人〜最高のお土産を探して〜山口編」 |           |            |          | 21:48 |
| 5.        | 「旅する3人〜最高のお土産を探して〜宮崎編」 |           |            |          | 28:21 |
| 合計時間: | 合計時間:                                   | 合計時間: | 84:51      |          |       |

### Type-D
| #         | タイトル                            | 作詞      | 作曲           | 編曲           | 時間  |
| --------- | ----------------------------------- | --------- | -------------- | -------------- | ----- |
| 1.        | 「シンクロニシティ」                | 秋元康    | シライシ紗トリ | シライシ紗トリ | 4:14  |
| 2.        | 「Against」                         | 秋元康    | 古川貴浩       | 古川貴浩       | 4:27  |
| 3.        | 「トキトキメキメキ」                | 秋元康    | 中山聡、足立優 | 中山聡、足立優 | 4:00  |
| 4.        | 「シンクロニシティ off vocal ver.」 |           | シライシ紗トリ | シライシ紗トリ | 4:14  |
| 5.        | 「Against off vocal ver.」          |           | 古川貴浩       | 古川貴浩       | 4:27  |
| 6.        | 「トキトキメキメキ off vocal ver.」 |           | 中山聡、足立優 | 中山聡、足立優 | 4:13  |
| 合計時間: | 合計時間:                           | 合計時間: | 合計時間:      | 合計時間:      | 25:35 |

| #         | タイトル                                       | 作詞      | 作曲・編曲 | 監督     | 時間 |
| --------- | ---------------------------------------------- | --------- | ---------- | -------- | ---- |
| 1.        | 「シンクロニシティ Music Video」               |           |            | 池田一真 | 4:25 |
| 2.        | 「トキトキメキメキ Music Video」               |           |            | 伊藤衆人 | 4:25 |
| 3.        | 「伊藤理々杏『鏡の中の十三才』」               |           |            | 松本千晶 | 5:08 |
| 4.        | 「岩本蓮加『れんかのおうえんか』」             |           |            | 吉川エリ | 4:29 |
| 5.        | 「梅澤美波『蝶と背中とカエルと自由と』」       |           |            | 番場秀一 | 6:05 |
| 6.        | 「大園桃子『SUTERU』」                         |           |            | 山岸聖太 | 6:01 |
| 7.        | 「久保史緒里『吸血鬼 史緒里』」                |           |            | 中村太洸 | 4:29 |
| 8.        | 「阪口珠美『ここはどこだ』」                   |           |            | 富田大智 | 5:35 |
| 9.        | 「佐藤楓『わたしのわたし』」                   |           |            | 佐藤克則 | 5:08 |
| 10.       | 「中村麗乃『風に吹かれて、ピーヒョロラ』」     |           |            | 三宅章太 | 5:08 |
| 11.       | 「向井葉月『ヘルシーパラドックス』」           |           |            | 伊藤衆人 | 5:11 |
| 12.       | 「山下美月『さよならポルターガイスト』」       |           |            | 荒船泰廣 | 5:17 |
| 13.       | 「吉田綾乃クリスティー『一ヶ月前、春のうた』」 |           |            | 頃安祐良 | 5:05 |
| 14.       | 「与田祐希『ホラー映画で最初に死ぬやつ』」     |           |            | 森翔太   | 5:01 |
| 合計時間: | 合計時間:                                      | 合計時間: | 71:27      |          |      |

### 通常盤
| #         | タイトル                            | 作詞      | 作曲                 | 編曲                 | 時間  |
| --------- | ----------------------------------- | --------- | -------------------- | -------------------- | ----- |
| 1.        | 「シンクロニシティ」                | 秋元康    | シライシ紗トリ       | シライシ紗トリ       | 4:14  |
| 2.        | 「Against」                         | 秋元康    | 古川貴浩             | 古川貴浩             | 4:27  |
| 3.        | 「言霊砲」                          | 秋元康    | Ryota Saito、TomoLow | TomoLow、Ryota Saito | 4:50  |
| 4.        | 「シンクロニシティ off vocal ver.」 |           | シライシ紗トリ       | シライシ紗トリ       | 4:14  |
| 5.        | 「Against off vocal ver.」          |           | 古川貴浩             | 古川貴浩             | 4:27  |
| 6.        | 「言霊砲 off vocal ver.」           |           | Ryota Saito、TomoLow | TomoLow、Ryota Saito | 4:13  |
| 合計時間: | 合計時間:                           | 合計時間: | 合計時間:            | 合計時間:            | 26:25 |

### Special Edition
| #         | タイトル             | 作詞      | 作曲                 | 編曲                 | 時間  |
| --------- | -------------------- | --------- | -------------------- | -------------------- | ----- |
| 1.        | 「シンクロニシティ」 | 秋元康    | シライシ紗トリ       | シライシ紗トリ       | 4:14  |
| 2.        | 「Against」          | 秋元康    | 古川貴浩             | 古川貴浩             | 4:27  |
| 3.        | 「雲になればいい」   | 秋元康    | 丸谷マナブ           | 丸谷マナブ           | 3:32  |
| 4.        | 「新しい世界」       | 秋元康    | 古川貴浩             | 古川貴浩             | 4:35  |
| 5.        | 「スカウトマン」     | 秋元康    | SaSA                 | SaSA                 | 3:49  |
| 6.        | 「トキトキメキメキ」 | 秋元康    | 中山聡、足立優       | 中山聡、足立優       | 4:00  |
| 7.        | 「言霊砲」           | 秋元康    | Ryota Saito、TomoLow | TomoLow、Ryota Saito | 4:50  |
| 合計時間: | 合計時間:            | 合計時間: | 合計時間:            | 合計時間:            | 29:27 |

## 歌唱メンバー

### シンクロニシティ
（センター：白石麻衣）
- 3列目：井上小百合、新内眞衣、高山一実、星野みなみ、若月佑美、樋口日奈、寺田蘭世[7]
- 2列目：桜井玲香、松村沙友理、久保史緒里、生駒里奈、大園桃子、衛藤美彩、秋元真夏[7]
- 1列目：山下美月、堀未央奈、生田絵梨花、白石麻衣、西野七瀬、齋藤飛鳥、与田祐希[7]

選抜メンバーは前作から2人増の21人。福神は1列目と2列目のメンバーで、前作より3人多く、過去最多となる14名の「十四福神」となっている。センターは白石麻衣で、Wセンターとなった17thシングル「インフルエンサー」以来4度目のセンターであり、単独センターとしては6thシングル「ガールズルール」以来14作ぶり、年月にして4年9か月ぶり2度目となる。グループとしても単独センターは16thシングル「サヨナラの意味」以来4作ぶり。寺田蘭世、樋口日奈が17thシングル「インフルエンサー」以来3作ぶりの選抜入り。3期生からは与田祐希と大園桃子がWセンターだった18thシングル「逃げ水」以来2作ぶりの選抜、および福神復帰。初選抜の山下美月、久保史緒里を含めた3期生4人が福神入りした。井上小百合と若月佑美は前作は福神だったが今回は福神落ち。代わりに、秋元真夏が福神復帰している。前作からは、卒業した伊藤万理華に加え、斉藤優里、中田花奈と、活動休止中の北野日奈子が選抜から外れた。
また、本作限りで乃木坂46からの卒業を表明している生駒里奈は、当初の予定では乃木坂46への絶大な貢献から、センターポジションを確約されていたのだが、秋元康からの本曲に於けるセンターポジション打診について「大変有難いことですが、私はそれを望みません」「今後、この楽曲を歌うときに生駒がセンターだからこそこの曲は良かったとか言われることによって、自分のイメージが強くなりすぎることによるグループ活動に支障をきたしたくない」として打診を自ら辞退したことを明らかにしている。

### Against
（センター：生駒里奈）
- 秋元真夏、生田絵梨花、生駒里奈、井上小百合、衛藤美彩、川後陽菜、齋藤飛鳥、斎藤ちはる、斉藤優里、桜井玲香、白石麻衣、高山一実、中田花奈、西野七瀬、能條愛未、樋口日奈、星野みなみ、松村沙友理、若月佑美、和田まあや[31]

1期生による楽曲。生駒にとっては、これがラストのセンター曲となる。また、この楽曲をもって、斎藤ちはるが乃木坂46を卒業した。

### 雲になればいい
（ユニット名：藤桜梨〈ドンウォーリー〉）
- 生田絵梨花、衛藤美彩、桜井玲香[31]

### 新しい世界
（センター：鈴木絢音）
- 3列目：能條愛未、川後陽菜、吉田綾乃クリスティー、佐々木琴子、中村麗乃、和田まあや、相楽伊織
- 2列目：向井葉月、伊藤かりん、岩本蓮加、伊藤純奈、阪口珠美、斎藤ちはる、佐藤楓
- 1列目：梅澤美波、渡辺みり愛、中田花奈、鈴木絢音、斉藤優里、山崎怜奈、伊藤理々杏[31][34]

アンダーメンバーによる楽曲。3期生はアンダー楽曲に初参加となる。

### スカウトマン
（センター：堀未央奈）
- 伊藤かりん、伊藤純奈、相楽伊織、佐々木琴子、新内眞衣、鈴木絢音、寺田蘭世、堀未央奈、山崎怜奈、渡辺みり愛[31]

2期生による楽曲。活動休止中の北野はミュージック・ビデオのみに参加した。

### トキトキメキメキ
（センター：岩本蓮加）
- 3列目 : 吉田綾乃クリスティー、向井葉月、伊藤理々杏、佐藤楓
- 2列目 : 梅澤美波、与田祐希、山下美月、大園桃子、久保史緒里
- 1列目 : 中村麗乃、岩本蓮加、阪口珠美[31]

3期生による楽曲。岩本にとっては、初のセンターポジション。

### 言霊砲
（ユニット名：いもうと坂）
- 大園桃子、久保史緒里、山下美月、与田祐希[31]